# Cedronella canariensis
Cedronella canariensis, comummente conhecida como hortelã-de-cabra, é uma espécie de planta com flor pertencente à família das lamiáceas e ao tipo fisionómico dos proto-hemicriptófitos.
A autoridade científica da espécie é (L.) Webb & Berthel., tendo sido publicada em Histoire Naturelle des Îles Canaries 3: 87. 1836.

## Nomes comuns
Além de «hortelã-de-cabra» dá ainda pelos seguintes nomes comuns: hortelã-de-burro, mentrasto (não confundir com as espécies Mentha suaveolens e Mentha rotundifolia) e usaidela (também grafada isadela e isoidela) (não confundir com a espécie Chenopodium ambrosioides, comummente conhecida como usai-dela).

### Etimologia
Do que toca ao nome científico:
- O nome genérico, Cedronella, provém do grego clássico κέδρος (cedros)[8], que significa «cedro», tal como descrito por Plínio, o Velho, em alusão ao fragrante aroma das espécies deste género.[9]
- O epíteto específico, canariensis, provém do latim moderno e significa «proveniente das ilhas Canárias».[9]

Do que toca ao nome comum, «mentastro», este provém do latim clássico mentastrum, que significa «menta-brava» ou «hortelã-brava».
O nome usai-dela vem por associação ao uso popular e etnofarmacológico, atribuído a esta espécie.

## Descrição
Trata-se de uma espécie herbácea e perene alta, podendo alcançar até 150 centímetros de altura.
Caracteriza-se pelas folhas, que são pecioladas e trifoliadas, contando com folíolos que medem 3 a 8 centímetros de comprimento por 1 a 3 centímetros de largura. Os folíolos apresentam um feitio lanceolado, acuminado e  serrilhado nas margens. Em geral, na página superior tendem a ser glabros ou pouco pubescentes, ao passo que na inferior, já costumam ser pubescentes. O folíolo terminal é maior do que os folíolos laterais.
No que toca às inflorescência, dispõem-se em espiga, contando com brácteas simples. O cálice varia entre um formato tubular a campanulado, contando com 5 dentes iguais, de 8 a 14 milímetros, sulcados com 13 a 15 nervuras.  A corola é bilabiada, medindo entre 8 e 20 milímetros, apresentando uma coloração que se matiza entre o roxo, o lilás e o rosa.
Os mericarpos medem entre um milímetro e meio e dois milímetros, têm um feitio oblongo e uma coloração castanho-escura.

## Distribuição
Em termos de naturalidade é endémica da Região Macaronésia.

### Portugal
Trata-se de uma espécie presente no território português, nomeadamente no Arquipélago dos Açores e no  Arquipélago da Madeira.

### Ecologia
Medra no meio da laurissilva e noutros lugares sombrios, geralmente acima dos 500 metros de altitude.

## Protecção
Não se encontra protegida por legislação portuguesa ou da Comunidade Europeia.

## Usos
Historicamente, no âmbito da etnofarmacologia, as folhas desta planta chegaram a ser usadas, no preparação de infusões para ajudar a dormir e a tratar de dores de cabeça, de estômago e de coração.